# Injeção de água

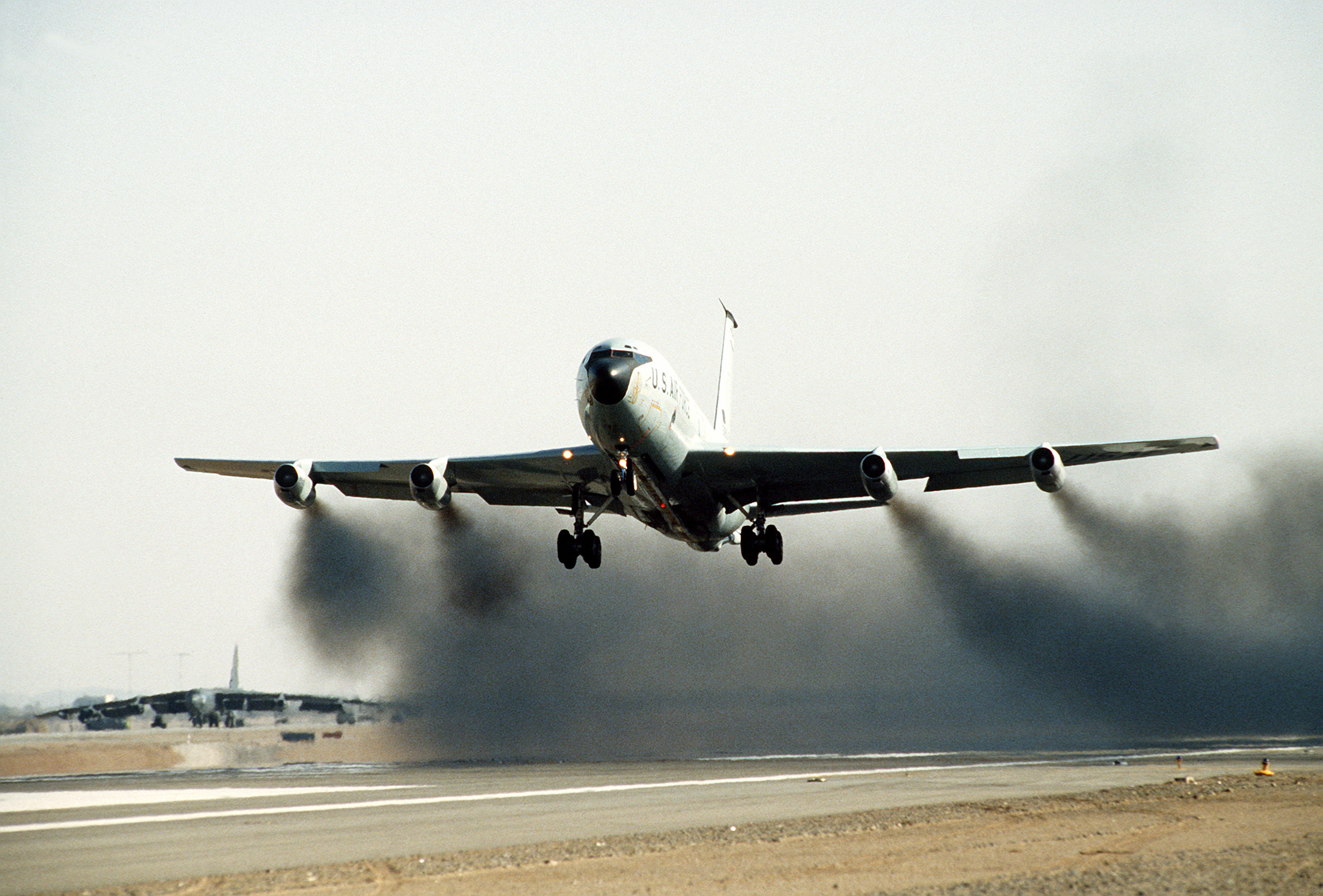
Um KC-135 decolando injeção de água em seus motores J57.

Em motores de combustão interna, a injeção de água, também conhecida como injeção anti-detonante (ADI - Anti-detonant injection), é a pulverização de água no ar ou no coletor de combustível integrando a mistura ar-combústivel, ou diretamente no cilindro, a fim de resfriar certas partes do sistema de indução onde pontos quentes podem produzir a ignição prematura prejudicando o desempenho do motor. Foi usado historicamente para aumentar a potência de motores de aviação militar em períodos curtos, como duelos aéreos ou decolagens, no entanto, também tem sido utilizado na aviação esportiva nomeadamente em corridas de arrancada. No ciclo de Otto os efeitos de resfriamento de injeção de água também permite maiores taxa de compressão, reduzindo o problema de motor batendo válvulas (detonação prematura). Esta aplicação em conjugação com sistema de compressão, turbocompressor e intercooler, tais como um ponto de ignição mais agressiva melhoram significativamente a performance do motor. Dependendo do motor, as melhorias na potência e a eficiência do combustível também pode ser obtida unicamente por injecção de água. A injecção de água pode também ser usada para reduzir NOx ou de monóxido de carbono nas emissões. A injeção de água também é usado em alguns motores com turbina, normalmente quando uma configuração de alta pressão momentânea é necessária para aumentar a potência e eficiência de combustível.